# Key Cuts from Remixed
Key Cuts from Remixed fue un EP lanzado para promover el álbum de 2005 B in the Mix: The Remixes, de la cantante de música pop Britney Spears.
El EP contiene 5 de las mejores canciones de B in the Mix: The Remixes. Fue lanzado oficialmente en las estaciones de radio de Europa en el 2005, justo antes de  B in the Mix: The Remixes con propósitos promocionales solamente.
Mundialmente fue lanzado en descarga digital y formato vinyl. Excluyó "And Then We Kiss".

## Lista de canciones
| Promo CD (82876 748622) |                                                         | |               |          |  |
| N.º                     | Título                                                  | Escritor(es)                                                                                                  | Productor(es) | Duración |  |
| 1.                      | «And Then We Kiss» (Junkie XL Remix)                    | Britney Spears, Barry P., Taylor Michael Jarvis                                                               |               | 4:28     |  |
| 2.                      | «Me Against the Music» (Justice Extended Mix)           | Britney Spears, Madonna, Christopher Stewart, Penelope Magnet, Thabiso Nikhereanye, Terius Nash, Gary O'Brien |               | 4:08     |  |
| 3.                      | «Touch of My Hand» (Bill Hamel Remix)                   | Britney Spears, James Harry, Bale'wa Muhammad, Sheppard Solomon                                               |               | 5:20     |  |
| 4.                      | «Toxic» (Peter Rauhofer Reconstruction Mix Edit)        | Bloodshy & Avant, Cathy Dennis, Henrik Jonback                                                                |               | 6:45     |  |
| 5.                      | «Breathe on Me» (Jacques Lu Cont's Thin White Duke Mix) | S. Anderson, L. Greene, S. Lee                                                                                |               | 3:55     |  |

| Descarga digital/Vinyl (82876 748071) |                                                         | |               |          |  |
| N.º                                   | Título                                                  | Escritor(es)                                                                                                  | Productor(es) | Duración |  |
| 1.                                    | «Me Against the Music» (Justice Extended Mix)           | Britney Spears, Madonna, Christopher Stewart, Penelope Magnet, Thabiso Nikhereanye, Terius Nash, Gary O'Brien |               | 4:08     |  |
| 2.                                    | «Touch of My Hand» (Bill Hamel Remix)                   | Britney Spears, James Harry, Bale'wa Muhammad, Sheppard Solomon                                               |               | 5:20     |  |
| 3.                                    | «Toxic» (Peter Rauhofer Reconstruction Mix Edit)        | Bloodshy & Avant, Cathy Dennis, Henrik Jonback                                                                |               | 6:45     |  |
| 4.                                    | «Breathe on Me» (Jacques Lu Cont's Thin White Duke Mix) | S. Anderson, L. Greene, S. Lee                                                                                |               | 3:55     |  |

## Historial de lanzamiento
| Región       | Fecha | Discográfica | Formato                    |
| ------------ | ----- | ------------ | -------------------------- |
| Europa       | 2005  | Jive Records | Airplay, Vinyl, Promo CD   |
| Mundialmente | 2005  | Jive Records | Descarga digital EP/ Vinyl |